# Fudbalski Klub Pelister Bitola
El Fudbalski Klub Pelister Bitola es un club de fútbol macedonio de la ciudad de Bitola. Fue fundado en 1945 y juega en la Makedonska Prva Liga.

## Palmarés

### Torneos nacionales
- Copa de Macedonia del Norte (2): 2001, 2017

## Participación en competiciones de la UEFA
| Temporada | Torneo             | Ronda             | Club            | Casa | Visita | Global |  |
| --------- | ------------------ | ----------------- | --------------- | ---- | ------ | ------ |  |
| 2000      | UEFA Intertoto Cup | 1                 | Hobscheid       | 3–1  | 1–0    | 4–1    |  |
| 2000      | UEFA Intertoto Cup | 2                 | Västra Frölunda | 3–1  | 0–0    | 3–1    |  |
| 2000      | UEFA Intertoto Cup | 3                 | Celta de Vigo   | 1–2  | 0–3    | 1–5    |  |
| 2001–02   | UEFA Cup           | Clasificatoria    | St. Gallen      | 0–2  | 3–2    | 3–4    |  |
| 2008–09   | UEFA Cup           | 1ª Clasificatoria | APOEL           | 0–0  | 0–1    | 0–1    |  |
| 2017–18   | UEFA Europa League | 1ª Clasificatoria | Lech Poznań     | 0–3  | 0–4    | 0–7    |  |